# Santiago Tuxtla
Santiago Tuxtla är en ort i Mexiko.   Den ligger i kommunen Santiago Tuxtla och delstaten Veracruz, i den sydöstra delen av landet, 400 km öster om huvudstaden Mexico City. Santiago Tuxtla ligger 201 meter över havet och antalet invånare är 15 681.
Terrängen runt Santiago Tuxtla är kuperad. Runt Santiago Tuxtla är det ganska tätbefolkat, med 139 invånare per kvadratkilometer. Närmaste större samhälle är San Andres Tuxtla, 9,4 km öster om Santiago Tuxtla. Omgivningarna runt Santiago Tuxtla är en mosaik av jordbruksmark och naturlig växtlighet.